# L.A. (Light Album)
L.A. (Light Album), album som gavs ut 16 mars 1979 av The Beach Boys. Albumet var gruppens tjugosjunde LP och albumet är producerat av Bruce Johnston, The Beach Boys och Jim Guercio (förutom låten "Here Comes The Night" som är producerad av Bruce Johnston och Curt Becher).
Originalet till den nära elva minuter långa discofierade låten "Here Comes The Night" finns med på gruppens album Wild Honey från 1967.
Tack vare singeln "Lady Lynda" (som Al Jardine skrev om sin fru) fick gruppen sin första topp 10-hit sedan 1970.
Albumet nådde Billboard-listans 100:e plats.
På englandslistan nådde albumet 32:a plats.

## Låtlista
Singelplacering i Billboard inom parentes. Placering i England=UK
1. Good Timin' (Brian Wilson/Carl Wilson) (#40)
2. Lady Lynda (Alan Jardine/Ron Altbach) (UK #6)
3. Full Sail (Carl Wilson/G. Cushing/Murray)
4. Angel Come Home (Carl Wilson/G. Cushing/Murray)
5. Love Surrounds Me (Dennis Wilson/G. Cushing/Murray)
6. Sumahama (Mike Love) (UK #45)
7. Here Comes The Night (Brian Wilson/Mike Love) (#44)
8. Baby Blue (Dennis Wilson/Greg Jakobson/K. Lamm)
9. Goin' South (Carl Wilson/G. Cushing/Murray)
10. Shortenin' Bread (barnramsa adapterad av Brian Wilson)